# Jelena Mirković
Jelena Knežević, coniugata Mirković (in serbo Јелена Кнежевић-Мирковић?; Nikšić, 9 luglio 1969), è un'ex cestista jugoslava.

## Carriera
Con la Jugoslavia ha disputato tre edizioni dei Campionati europei (1995, 1997, 1999).